# Provincia di Hela
La  provincia di Hela è una provincia della Papua Nuova Guinea appartenente alla Regione delle Terre Alte. È stata costituita nel maggio 2012 scorporando i distretti di Komo-Magarima Koroba-Lake Kopiago e Tari dalla Provincia degli Altopiani del Sud.

## Geografia antropica

### Suddivisioni amministrative
La provincia è suddivisa in distretti, che a loro volta sono suddivisi in aree di governo locale (Local Level Government Areas).
| Distretto                        | Capoluogo | LLG Area           |
| -------------------------------- | --------- | ------------------ |
| Distretto di Komo-Magarima       | Magarima  | Hulia Rural        |
| Distretto di Komo-Magarima       | Magarima  | Komo Rural         |
| Distretto di Komo-Magarima       | Magarima  | Margarima Rural    |
| Distretto di Koroba-Lake Kopiago | Kopiago   | Awi-Pori Rural     |
| Distretto di Koroba-Lake Kopiago | Kopiago   | Lake Kopiago Rural |
| Distretto di Koroba-Lake Kopiago | Kopiago   | North Koroba Rural |
| Distretto di Koroba-Lake Kopiago | Kopiago   | South Koroba Rural |
| Distretto di Tari                | Tari      | Hayapuga Rural     |
| Distretto di Tari                | Tari      | Tagali Rural       |
| Distretto di Tari                | Tari      | Tari Urban         |
| Distretto di Tari                | Tari      | Tebi Rural         |